# Pedicularis proboscidea
Pedicularis proboscidea är en snyltrotsväxtart som beskrevs av Christian von Steven. Pedicularis proboscidea ingår i släktet spiror, och familjen snyltrotsväxter. Inga underarter finns listade i Catalogue of Life.